# David Wilkie Wynfield
David Wilkie Wynfield (1837 Indie – 1887 Londýn) byl britský malíř a fotograf.

## Život a dílo
Wynfield byl pravděpodobně příbuzný skotského umělce Davida Wilkieho, po kterém byl jmenován. Narodil se v Indii a původně se měl podle rodinné tradice stát knězem, ale místo toho si vybral jako profesi umění. V 50. letech 19. století studoval na umělecké škole v Leigh a svůj první obraz vystavoval na letní výstavě Royal Academy v roce 1859.
Wynfield se sdružil se skupinou dalších umělců, kteří se stali známí jako spolek St. John's Wood Clique. Jejich práce mají většinou podobu anekdotických historických příběhů. Wynfield sám namaloval mnoho prací inspirovaných ve středověké a renesanční Evropě se zaměřením na romantické příběhy párů.
V 60. letech se Wynfield začal zajímat o fotografii. Vyvinul vlastní portrétní techniku „mělkého zaostření“ (shallow-focus, s malou hloubkou ostrosti), kterou předal Julii Margaret Cameronové, která jej později uznala jako hlavního ovlivnitele vlastní tvorby. Napsala, že „za své počiny a v podstatě celý můj úspěch vděčím dojmům získaným z jeho překrásných fotografií“.
Mnoho Wynfieldových fotografií zobrazuje členy spolku St. John's Wood Clique a jejich přátele v kostýmech. Kombinace měkkého kresby a jemného ostření, velký detail, velkoformátový tisk a historické kostýmy vytvořila fotografický styl, který byl v té době zcela originální. Wynfield se pokoušel napodobovat malířské efekty starých mistrů, jako byl například Tizian, s použitím nového média. Výběr fotografií byl zveřejněn v roce 1864 v knize s názvem Studio: Soubor fotografických portrétů žijících umělců, který byl pořízen amatérem ve stylu starých mistrů (The Studio: A Collection of Photographic Portraits of Living Artists, Taken in the Style of Old Masters, by an Amateur).

## Galerie

### Malby

Jindřich VIII. Tudor a Anna Boleynová
The Lady’s Knight
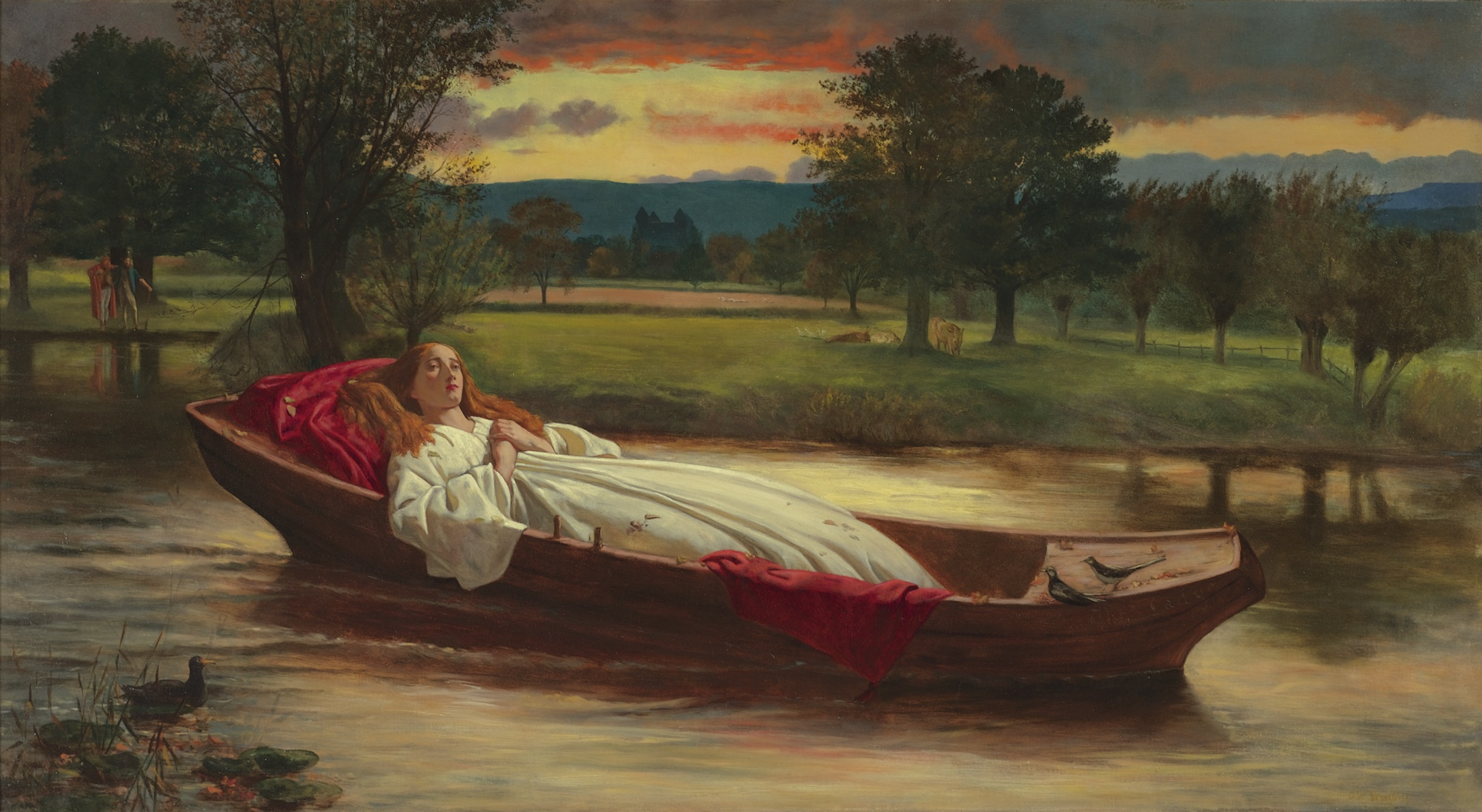
Paní ze Shalott
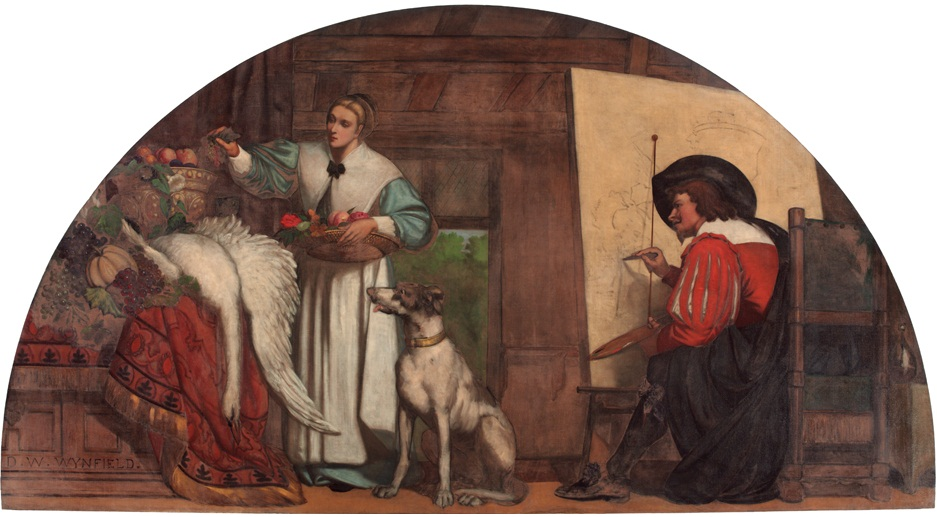
Kresba z cyklu Zátiší, 1860

### Fotografie

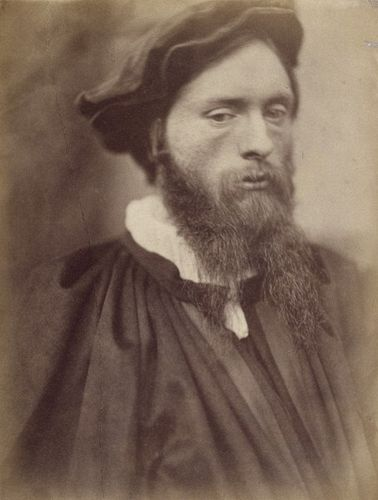
Edward Burne-Jones, portrét malíře
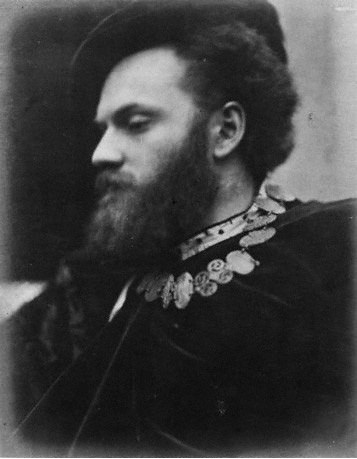
Val Prinsep
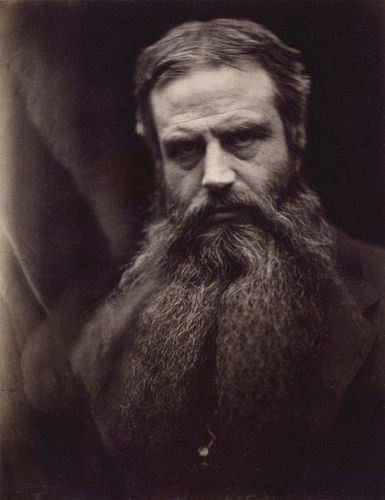
William Holman Hunt
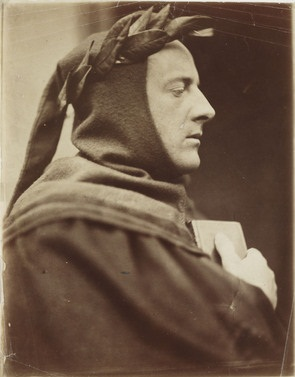
John Everett Millais jako Dante
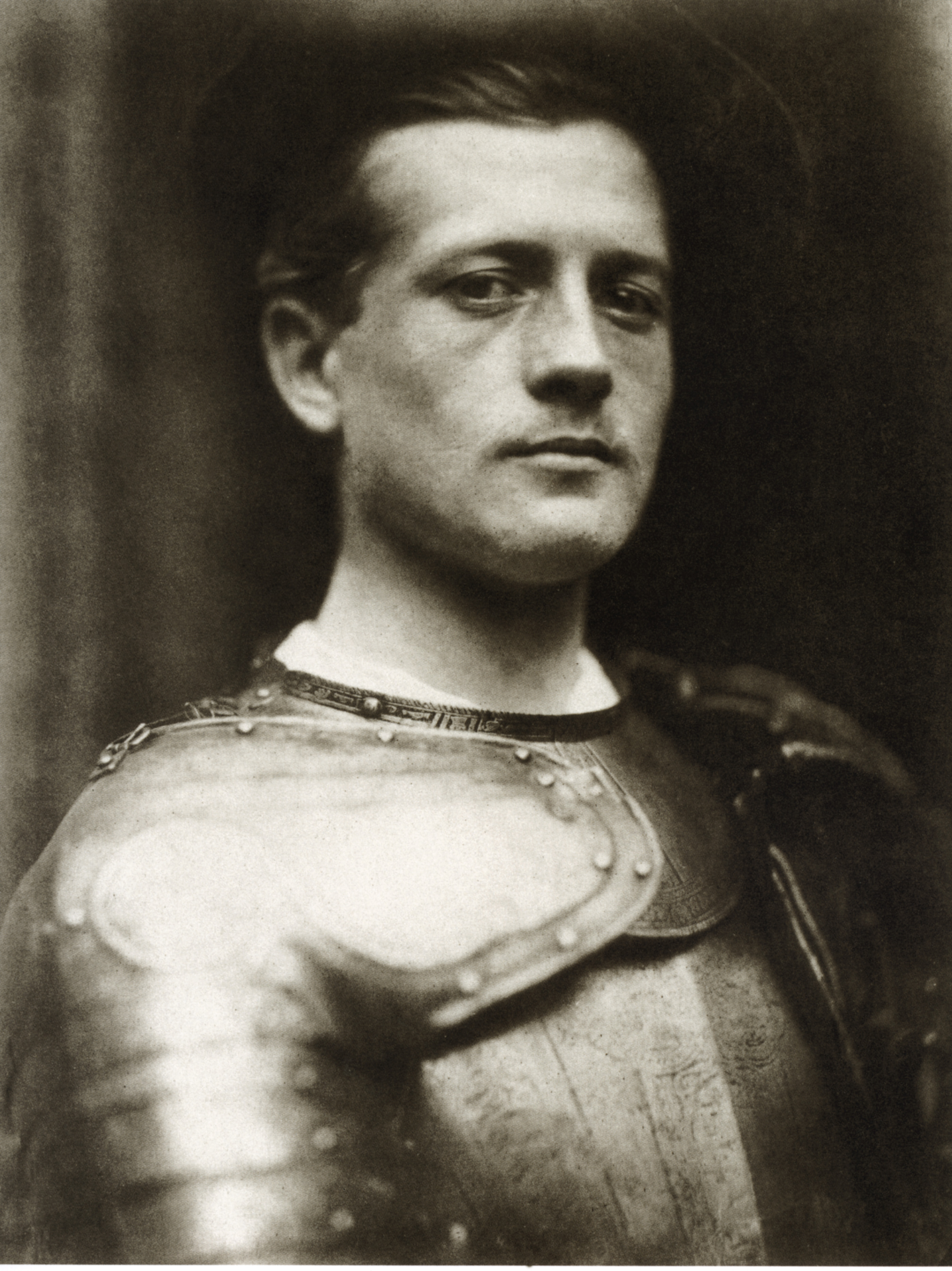
Portrét neznámého muže v brnění
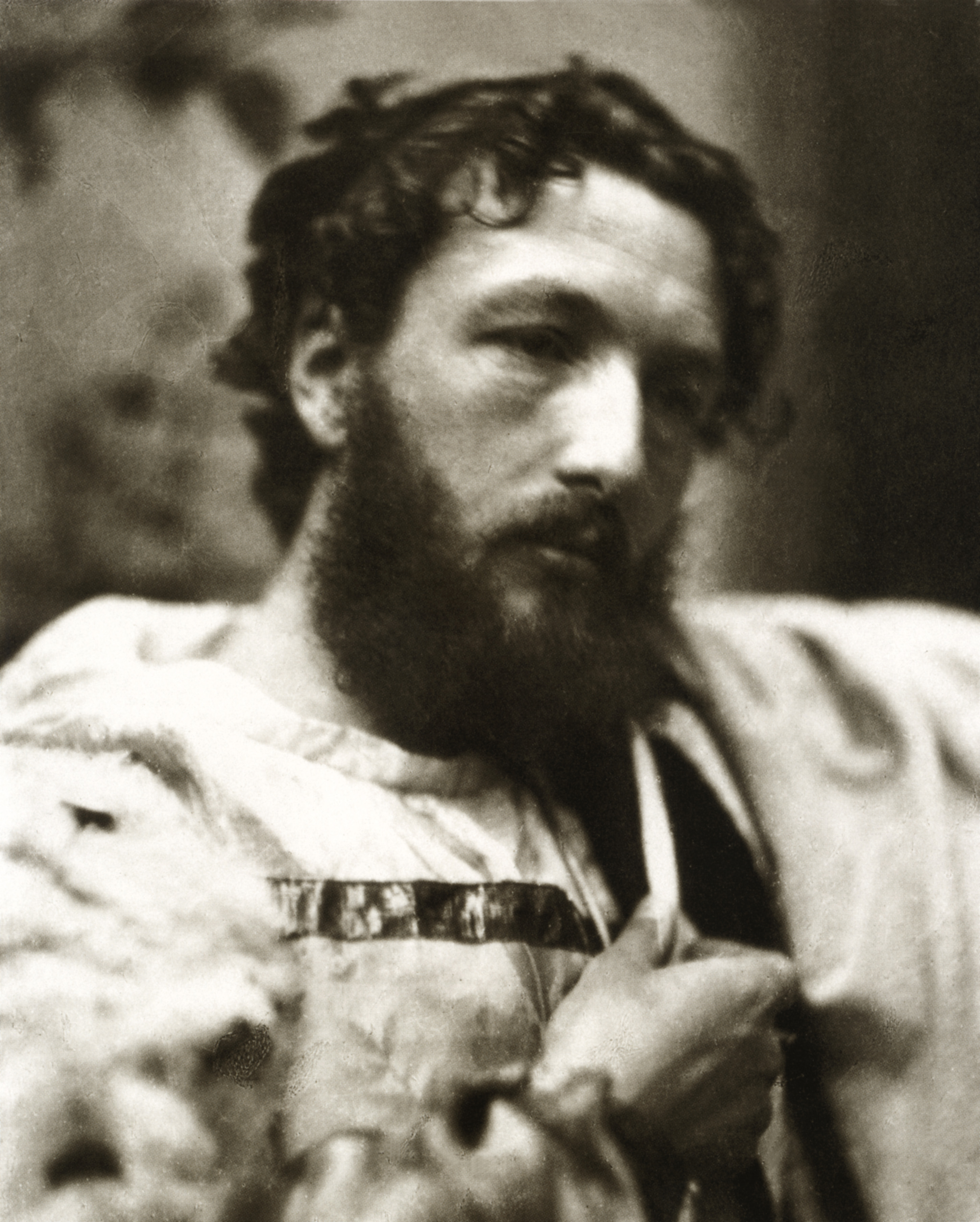
Portrét malíře Frederica Leightona v renesančním kostýmu
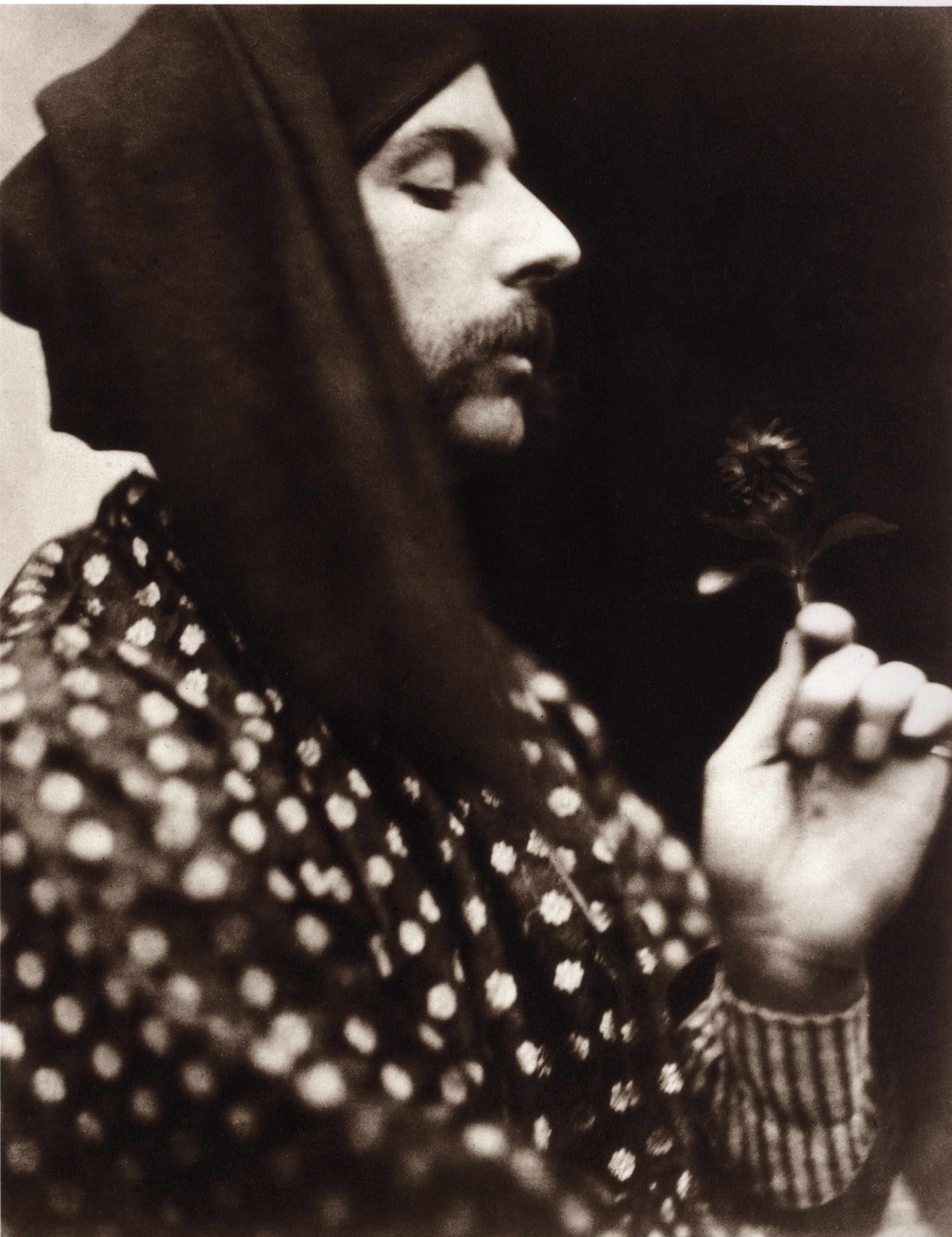
Portrét Williama Swindena Barbera ve středověkém kostýmu
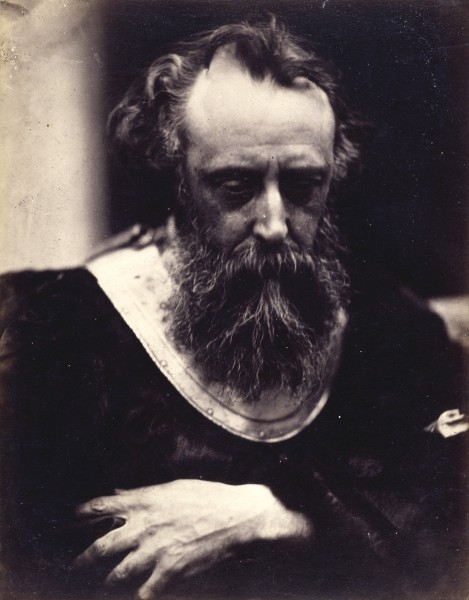
George Frederic Watts, portrét malíře
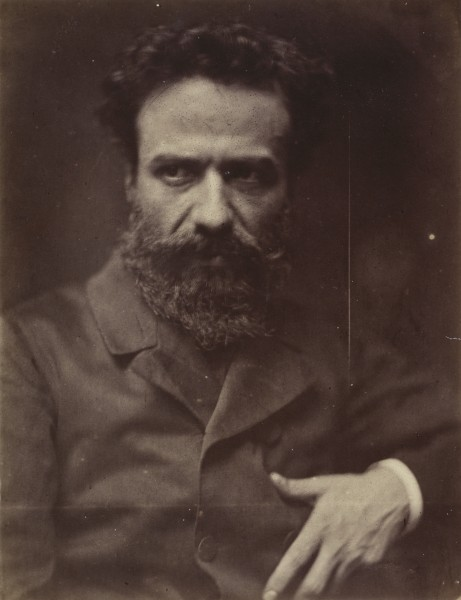
Alphonse Legros, portrét
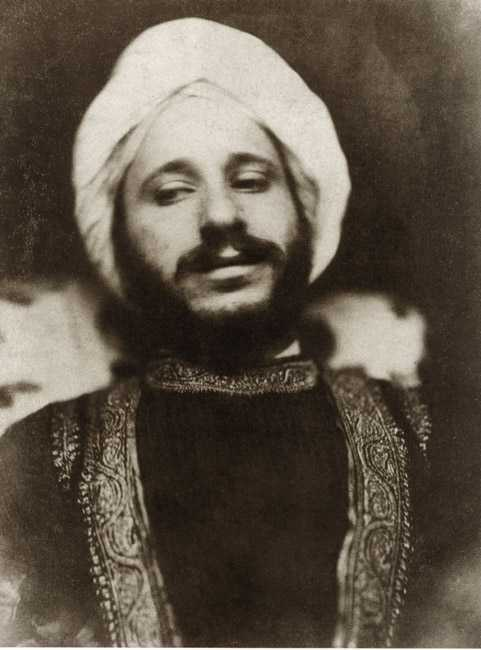
Simeon Solomon, portrét malíře v orientálním kostýmu
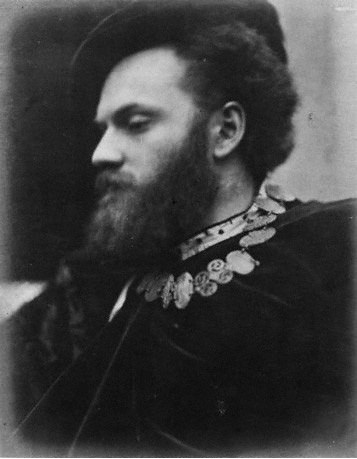
Malíř Valentine Cameron Prinsep, asi 1860-1870